# Just Friends
Just Friends este un film de Crăciun și comedie romantică de producție americană, lansat în 2005. Filmul este regizat de Roger Kumble și îi are în rolurile principale pe Ryan Reynolds, Amy Smart, Anna Faris, Chris Klein și Christopher Maquette.
Pelicula a fost turnată în Los Angeles, California și parțial în Regina, Saskatchewan și Moose Jaw.

## Distribuție
- Ryan Reynolds în rolul lui Chris Brander
- Amy Smart în rolul lui Jamie Palamino
- Anna Faris în rolul lui Samantha James
- Chris Klein în rolul lui Dusty Lee Dinkleman
- Christopher Marquette în rolul lui Mike Brander
- Julie Hagerty în rolul lui Carol Brander
- Stephen Root în rolul lui KC
- Fred Ewanuick în rolul lui Clark
- Amy Matysio în rolul lui Darla
- Barry Flatman în rolul lui Mr. Palamino
- Maria Arcé în rolul lui Athena
- Ty Olsson în rolul lui Tim
- Todd Lewis în rolul lui Kyle
- Ashley Scott în rolul lui Janice
- Trenna Keating în rolul lui Nancy

## Muzică
Soundtrack-ul filmului a fost lansat pe 22 noiembrie 2005 de New Line Records.
Lista pieselor
1. Ben Lee - "Catch My Disease"
2. Fountains of Wayne - "Hackensack"
3. Rogue Wave - "Eyes"
4. Samantha James - "Forgiveness"
5. Brendan Benson - "Cold Hands (Warm Heart)"
6. Robbers on High Street - "Big Winter"
7. The Sights - "Waiting on a Friend"
8. Reed Foehl - "When It Comes Around"
9. The Lemonheads - "Into Your Arms"
10. 'Just Friends' Holiday Players - "Christmas, Christmas"
11. "Dusty 'Lee' Dinkleman" - "Jamie Smiles"
12. Samantha James - "Love from Afar"
13. Jeff Cardoni - "Just Friends Score Medley"
14. All-4-One - "I Swear"
15. Carly Simon - "Coming Around Again"

### Piese originale interpretate în film
1. "Forgiveness", interpretat de mai multe ori de Anna Faris.
2. "Jamie Smiles", interpretat de mai multe ori de Chris Klein
3. "Love from Afar", interpretat de Anna Faris și Renee Sandstrom
4. "Just a Guy", interpretat de Anna Faris